# Campioni italiani assoluti di atletica leggera - 400 metri piani maschili
Questa pagina raccoglie un elenco di tutti i campioni italiani dell'atletica leggera nella specialità dei 400 metri piani, dalla seconda edizione dei campionati del 1907 (quando venne inserita nel programma della competizione) fino ad oggi.

## Albo d'oro
| Anno | Atleta (società)                                           | Prestazione                                    |                        |
| ---- | ---------------------------------------------------------- | ---------------------------------------------- | ---------------------- |
| 1906 | Emilio Lunghi Sport Pedestre Genova                        | 52"1/5(m)                                      |                        |
| 1907 | Umberto Barozzi Ginnastica e Scherma Novara                | 54"0(m)                                        |                        |
| 1908 | Emilio Lunghi Sport Pedestre Genova                        | 52"1/2(m)                                      |                        |
| 1909 | Guido Brignone Ginnastica e Scherma Novara                 | 53"4/5(m)                                      |                        |
| 1910 | Franco Giongo Athletic Club Torino                         | 54"1/5(m)                                      |                        |
| 1911 | Franco Giongo Athletic Club Torino                         | 1'04"4/5(m)                                    |                        |
| 1912 | Franco Giongo Club Sportivo Padova                         | 53"1/5(m)                                      |                        |
| 1913 | Gian Ercole Salvi Virtus Atletica Bologna                  | 51"1/5(m)                                      |                        |
| 1914 | Franco Giongo Virtus Atletica Bologna                      | 51"3/5(m)                                      |                        |
| 1915 | Edizioni non disputate                                     | Edizioni non disputate                         | Edizioni non disputate |
| 1916 | Edizioni non disputate                                     | Edizioni non disputate                         | Edizioni non disputate |
| 1917 | Edizioni non disputate                                     | Edizioni non disputate                         | Edizioni non disputate |
| 1918 | Edizioni non disputate                                     | Edizioni non disputate                         | Edizioni non disputate |
| 1919 | Gian Ercole Salvi Virtus Atletica Bologna                  | 54"0(m)                                        |                        |
| 1920 | Mario Giuseppe Bonini FC Internazionale Milano             | 53"0(m)                                        |                        |
| 1921 | Ermete Alfieri Virtus Atletica Bologna                     | 53"3/5(m)                                      |                        |
| 1922 | Guido Cominotto Associazione Calcio Venezia                | 51"2/5(m)                                      |                        |
| 1923 | Guido Cominotto La Fenice Venezia                          | 51"0(m)                                        |                        |
| 1924 | Alfredo Gargiullo Gruppo Sportivo Nafta Genova             | 50"3/5(m)                                      |                        |
| 1925 | Luigi Parolini La Fenice Venezia                           | 51"3/5(m)                                      |                        |
| 1926 | Luigi Facelli Gruppo Sportivo OM Milano                    | 50"2/5(m)                                      |                        |
| 1927 | Alfredo Gargiullo Gruppo Sportivo Nafta Genova             | 49"4/5(m)                                      |                        |
| 1928 | Ettore Tavernari La Fratellanza Modena                     | 50"2/5(m)                                      |                        |
| 1929 | Ettore Tavernari La Fratellanza Modena                     | 50"0(m)                                        |                        |
| 1930 | Luigi Facelli AS Ambrosiana                                | 51"4/5(m)                                      |                        |
| 1931 | Manfredo Giacomelli ASSI Giglio Rosso                      | 14 p.                                          |                        |
| 1932 | Ettore Tavernari La Fratellanza Modena                     | 49"4/5(m)                                      |                        |
| 1933 | Giacomo Carlini Gruppo Sportivo Nafta Genova               | 49"3/5(m)                                      |                        |
| 1934 | Ettore Tavernari La Fratellanza Modena                     | 49"5(m)                                        |                        |
| 1935 | Ettore Tavernari La Fratellanza Modena                     | 49"0(m)                                        |                        |
| 1936 | Marsilio Rossi Pro Patria Milano                           | 49"2(m)                                        |                        |
| 1937 | Mario Lanzi Gruppo Sportivo Baracca Milano                 | 48"4(m)                                        |                        |
| 1938 | Angelo Ferrario Oberdan Pro Patria Milano                  | 49"9(m)                                        |                        |
| 1939 | Ottavio Missoni Gruppo Universitario Fascista Dalmata Zara | 48"3(m)                                        |                        |
| 1940 | Mario Lanzi Gruppo Sportivo Baracca Milano                 | 47"6(m)                                        |                        |
| 1941 | Mario Lanzi Gruppo Sportivo Baracca Milano                 | 47"3(m)                                        |                        |
| 1942 | Mario Lanzi Gruppo Atletico Lane Rosse Schio               | 48"1(m)                                        |                        |
| 1943 | Mario Lanzi Gruppo Atletico Lane Rosse Schio               | 48"9(m)                                        |                        |
| 1944 | Edizione non disputata                                     | Edizione non disputata                         | Edizione non disputata |
| 1945 | Luigi Paterlini Forza e Costanza Brescia                   | 50"2(m)                                        |                        |
| 1946 | Gioacchino Dorascenzi Società Ginnastica Gallaratese       | 50"4(m)                                        |                        |
| 1947 | Antonio Siddi Ambrosiana Cagnola Milano                    | 48"4(m)                                        |                        |
| 1948 | Luigi Paterlini CSI Brescia                                | 49"5(m)                                        |                        |
| 1949 | Antonio Siddi CSI Brescia                                  | 49"6(m)                                        |                        |
| 1950 | Baldassare Porto ATA Battisti Trento                       | 47"8(m)                                        |                        |
| 1951 | Antonio Siddi Società Ginnastica Gallaratese               | 47"9(m)                                        |                        |
| 1952 | Vincenzo Lombardo Gruppi Sportivi Fiamme Gialle            | 48"7(m)                                        |                        |
| 1953 | Antonio Siddi CSI Brescia                                  | 49"2(m)                                        |                        |
| 1954 | Vincenzo Lombardo Gruppi Sportivi Fiamme Gialle            | 48"6(m)                                        |                        |
| 1955 | Vincenzo Lombardo Gruppi Sportivi Fiamme Gialle            | 48"2(m)                                        |                        |
| 1956 | Renato Panciera Gruppo Atletico Aristide Coin Venezia 1949 | 47"8(m)                                        |                        |
| 1957 | Adriano Loddo Società Ginnastica Amsicora                  | 48"6(m)                                        |                        |
| 1958 | Mario Fraschini Atletica Cremonese                         | 47"9(m)                                        |                        |
| 1959 | Renato Panciera Gruppo Atletico Aristide Coin Venezia 1949 | 47"5(m)                                        |                        |
| 1960 | Mario Fraschini Gruppo Sportivo Fiamme Oro                 | 47"5(m)                                        |                        |
| 1961 | Mario Fraschini Gruppo Sportivo Fiamme Oro                 | 47"0(m)                                        |                        |
| 1962 | Mario Fraschini Carpano Torino                             | 47"8(m)                                        |                        |
| 1963 | Mario Fraschini Snam San Donato                            | 47"4(m)                                        |                        |
| 1964 | Bruno Bianchi Lilion SNIA Varedo                           | 48"0(m)                                        |                        |
| 1965 | Sergio Bello Lilion SNIA Varedo                            | 47"0(m)                                        |                        |
| 1966 | Sergio Bello Lilion SNIA Varedo                            | 47"3(m)                                        |                        |
| 1967 | Sergio Bello Lilion SNIA Varedo                            | 48"4(m)                                        |                        |
| 1968 | Sergio Bello Lilion SNIA Varedo                            | 46"9(m)                                        |                        |
| 1969 | Sergio Bello Lilion SNIA Varedo                            | 46"4(m)                                        |                        |
| 1970 | Furio Fusi Lilion SNIA Varedo                              | 47"0(m)                                        |                        |
| 1971 | Marcello Fiasconaro nessuna società                        | 45"7(m)                                        |                        |
| 1972 | Marcello Fiasconaro CUS Torino                             | 46"3(m)                                        |                        |
| 1973 | Marcello Fiasconaro CUS Torino                             | 46"8(m)                                        |                        |
| 1974 | Alfonso Di Guida Gruppi Sportivi Fiamme Gialle             | 47"35                                          |                        |
| 1975 | Flavio Borghi SNIA Milano                                  | 47"1(m)                                        |                        |
| 1976 | Alfonso Di Guida Gruppi Sportivi Fiamme Gialle             | 46"2(m)                                        |                        |
| 1977 | Alfonso Di Guida Gruppi Sportivi Fiamme Gialle             | 46"73                                          |                        |
| 1978 | Stefano Malinverni Fiat Iveco Torino                       | 46"63                                          |                        |
| 1979 | Stefano Malinverni Fiat Iveco Torino                       | 47"23                                          |                        |
| 1980 | Stefano Malinverni Fiat Iveco Torino                       | 46"48                                          |                        |
| 1981 | Mauro Zuliani Gruppo Sportivo Fiamme Oro                   | 45"34                                          |                        |
| 1982 | Mauro Zuliani SNIA Milano                                  | 46"23                                          |                        |
| 1983 | Roberto Ribaud Pro Patria Pierrel Milano                   | 46"41                                          |                        |
| 1984 | Donato Sabia Athletic Club Bergamo                         | 45"97                                          |                        |
| 1985 | Pierfrancesco Pavoni Gruppi Sportivi Fiamme Gialle         | 46"34                                          |                        |
| 1986 | Mauro Zuliani Pro Patria Freedent Milano                   | 46"05                                          |                        |
| 1987 | Marcello Pantone Gruppo Sportivo Fiamme Oro                | 46"17                                          |                        |
| 1988 | Finale non disputata per protesta degli atleti             | Finale non disputata per protesta degli atleti |                        |
| 1989 | Andrea Montanari Centro Sportivo Carabinieri               | 46"19                                          |                        |
| 1990 | Andrea Nuti Snam Gas Metano                                | 46"55                                          |                        |
| 1991 | Andrea Nuti Snam Gas Metano                                | 45"98                                          |                        |
| 1992 | Marco Vaccari Gruppo Sportivo Fiamme Azzurre               | 45"47                                          |                        |
| 1993 | Andrea Nuti Snam Gas Metano                                | 45"56                                          |                        |
| 1994 | Marco Vaccari Gruppo Sportivo Fiamme Azzurre               | 46"50                                          |                        |
| 1995 | Andrea Nuti Snam Gas Metano                                | 45"84                                          |                        |
| 1996 | Andrea Nuti Snam Gas Metano                                | 46"13                                          |                        |
| 1997 | Marco Vaccari Gruppo Sportivo Fiamme Azzurre               | 45"97                                          |                        |
| 1998 | Edoardo Vallet Gruppo Sportivo Fiamme Oro                  | 46"29                                          |                        |
| 1999 | Marco Vaccari Gruppo Sportivo Fiamme Azzurre               | 46"40                                          |                        |
| 2000 | Ashraf Saber Gruppi Sportivi Fiamme Gialle                 | 46"68                                          |                        |
| 2001 | Andrea Barberi Gruppi Sportivi Fiamme Gialle               | 46"42                                          |                        |
| 2002 | Andrea Barberi Gruppi Sportivi Fiamme Gialle               | 46"32                                          |                        |
| 2003 | Andrea Barberi Gruppi Sportivi Fiamme Gialle               | 45"79                                          |                        |
| 2004 | Andrea Barberi Gruppi Sportivi Fiamme Gialle               | 46"07                                          |                        |
| 2005 | Andrea Barberi Gruppi Sportivi Fiamme Gialle               | 45"89                                          |                        |
| 2006 | Andrea Barberi Gruppi Sportivi Fiamme Gialle               | 46"04                                          |                        |
| 2007 | Andrea Barberi Gruppi Sportivi Fiamme Gialle               | 45"93                                          |                        |
| 2008 | Andrea Barberi Gruppi Sportivi Fiamme Gialle               | 46"93(ex aequo)                                |                        |
| 2008 | Luca Galletti Centro Sportivo Carabinieri                  | 46"93(ex aequo)                                |                        |
| 2009 | Matteo Galvan Gruppi Sportivi Fiamme Gialle                | 45"88                                          |                        |
| 2010 | Marco Vistalli Gruppo Sportivo Fiamme Oro                  | 45"95                                          |                        |
| 2011 | Marco Vistalli Gruppo Sportivo Fiamme Oro                  | 45"88                                          |                        |
| 2012 | Claudio Licciardello Gruppi Sportivi Fiamme Gialle         | 46"15                                          |                        |
| 2013 | Matteo Galvan Gruppi Sportivi Fiamme Gialle                | 45"71                                          |                        |
| 2014 | Matteo Galvan Gruppi Sportivi Fiamme Gialle                | 45"58                                          |                        |
| 2015 | Matteo Galvan Gruppi Sportivi Fiamme Gialle                | 46"11                                          |                        |
| 2016 | Matteo Galvan Gruppi Sportivi Fiamme Gialle                | 45"12                                          |                        |
| 2017 | Davide Re Gruppi Sportivi Fiamme Gialle                    | 46"07                                          |                        |
| 2018 | Davide Re Gruppi Sportivi Fiamme Gialle                    | 45"92                                          |                        |
| 2019 | Matteo Galvan Gruppi Sportivi Fiamme Gialle                | 45"59                                          |                        |
| 2020 | Edoardo Scotti Centro Sportivo Carabinieri                 | 45"77                                          |                        |
| 2021 | Edoardo Scotti Centro Sportivo Carabinieri                 | 46"13                                          |                        |
| 2022 | Edoardo Scotti Centro Sportivo Carabinieri                 | 45"69                                          |                        |
| 2023 | Davide Re Gruppo Sportivo Fiamme Gialle                    | 45"21                                          |                        |
| 2024 | Edoardo Scotti Centro Sportivo Carabinieri                 | 45"28                                          |                        |
| 2025 | Edoardo Scotti Centro Sportivo Carabinieri                 | 45"79                                          |                        |